# Реналдас Сејбутис
Реналдас Сејбутис (литв. Renaldas Seibutis; Мажејкјај, 23. јул 1985) је литвански кошаркаш. Игра на позицији бека.

## Успеси

### Клупски
- Жалгирис :
  - Првенство Литваније (2): 2015/16, 2016/17.
  - Куп Литваније (2): 2017.

### Репрезентативни
- Светско првенство:  2010.
- Светско првенство до 21 године:  2005.
- Европско првенство до 20 година:  2005.
- Европско првенство:  2013, 2015.

### Појединачни
- Идеални тим Еврокупа — прва постава (1): 2011/12.
- Најкориснији играч Светског првенства до 21 године (1): 2005.